# Vernate (Tesino)
Vernate es una comuna suiza del cantón del Tesino, situada en el distrito de Lugano, círculo de Agno. Limita al norte con la comuna de Bioggio, al este con Agno, al sur con Neggio, y al oeste con Curio.